# Pierre Dagenais
Pierre Patrick Dagenais (* 4. März 1978 in Blainville, Québec) ist ein ehemaliger kanadischer Eishockeyspieler (Stürmer), der zuletzt bei den Akwesasne Warriors in der Federal Hockey League unter Vertrag stand.

## Karriere
Seine Karriere begann Pierre Dagenais mit den Moncton Alpines in der Juniorenliga Quebec Major Junior Hockey League (QMJHL) im Alter von 17 Jahren. Schnell wurde er der Star seines Teams, als er in der Saison 1995/96 sein Team in der Tor- und Punkteliste anführte. Im NHL Entry Draft 1996 wurde er dann von den New Jersey Devils in der zweiten Runde als 47. gezogen.
Das darauffolgende Jahr spielte er jedoch weiterhin in der QMJHL für das Laval Titan Collège Français. Mitte der Saison wechselte er dann zu den Rouyn-Noranda Huskies. Da die Rechte der New Jersey Devils nach zwei Jahren verfallen waren, holten sie ihn beim NHL Entry Draft 1998 in der vierten Runde als 105. erneut.
In der Saison 1997/98 führte Dagenais in Torwertung der QMJHL und belegte den zweiten Platz in der Punktewertung.
In der Saison 1998/99 spielte Dagenais für das Farmteam der New Jersey Devils in der American Hockey League, den Albany River Rats. Seine zweite Saison für Albany lief besser als die erste und er beendete die Saison unter den Topscorern der Liga mit 35 Toren.
In der Saison 2000/01 machte Dagenais seine ersten Erfahrungen in der NHL. In der darauffolgenden Saison spielte er 16 Mal für die New Jersey Devils und für deren Farmteams, die Albany River Rats und die Utah Grizzlies. Danach wechselte er zu den Florida Panthers, wo er für das AHL-Team der San Antonio Rampage spielte.
Im Sommer 2003 überraschte der Manager der Montreal Canadiens einige, indem er Dagenais für ein Jahr unter Vertrag nahm. Die Saison 2003/04 startete Dagenais für das Farmteam der Canadiens, den Hamilton Bulldogs. Während der Saison wurde er in die zweite Linie der Canadiens berufen und spielte 50 Spiele zusammen mit Mike Ribeiro, den er schon aus seinen QMJHL-Zeiten kannte. Die Angriffslinie überzeugte als das produktivste des Teams mit 27 Punkten.
Während des NHL-Lockout 2004/05, spielte er sieben Spiele für den HC Ajoie in der Schweiz. Nach einem missglückten Start in der Saison 2005/06, wurde er am 6. Januar von den Canadiens zurück zum Farmteam, den Hamilton Bulldogs gesandt.
Nach dem Ende seines Vertrages im Sommer 2006, unterzeichnete er im Oktober 2006 beim finnischen Verein Jokerit in der SM-liiga. Sein Vertrag endete in der Weihnachtspause und wurde nicht verlängert. So wechselte er zum HC Innsbruck in die Erste Bank Eishockey Liga. Beim HC Innsbruck blieb er insgesamt eineinhalb Jahre lang, ehe er die folgenden beiden Spielzeiten beim HK Traktor Tscheljabinsk in der neu gegründeten Kontinentalen Hockey-Liga verbrachte. In 101 KHL-Spielen erzielte er dabei 26 Tore und gab 16 Vorlagen.
Nachdem sein Vertrag nicht verlängert wurde, heuerte der Kanadier zu Beginn der Saison 2010/11 bei den Akwesasne Warriors aus der erstmals ausgetragenen Federal Hockey League an. Diese verließ er nach 54 Scorerpunkten in 23 Spielen und nahm ein Vertragsangebot der österreichischen Zweitligisten ATSE Graz an. Obwohl er in Graz einen gültigen Vertrag unterzeichnete, verhandelte Dagenais mit anderen Teams und die Österreicher ließen ihn zu Vålerenga Ishockey in die GET-ligaen ziehen. Dort blieb er jedoch lediglich zwei Monate, ehe es ihn im März 2011 erneut in die Federal Hockey League zu den Akwesasne Warriors zog. Dagenais erzielte in den Finalspielen der Playoffs sieben Tore in den vier Begegnungen und gewann im Anschluss mit den Warriors den Commissioner’s Cup, die Meisterschaft der FHL.

## Erfolge und Auszeichnungen
| - 1996 LHJMQ All-Rookie Team - 1998 LHJMQ-Offensivspieler des Jahres - 1998 LHJMQ Second All-Star Team | - 2000 AHL All-Star Classic - 2001 AHL Second All-Star Team - 2011 Commissioner’s-Cup-Gewinn mit den Akwesasne Warriors |

## Karrierestatistik
(Legende zur Spielerstatistik: Sp oder GP = absolvierte Spiele; T oder G = erzielte Tore; V oder A = erzielte Assists; Pkt oder Pts = erzielte Scorerpunkte; SM oder PIM = erhaltene Strafminuten; +/− = Plus/Minus-Bilanz; PP = erzielte Überzahltore; SH = erzielte Unterzahltore; GW = erzielte Siegtore; 1 Play-downs/Relegation; Kursiv: Statistik nicht vollständig)